# Сімочов Олександр Геннадійович

Кадр із ТВ серіала «Непрекрасна леді»

Олександр Сімочов у проведенні інтерактивної вистави.

Публічний виступ

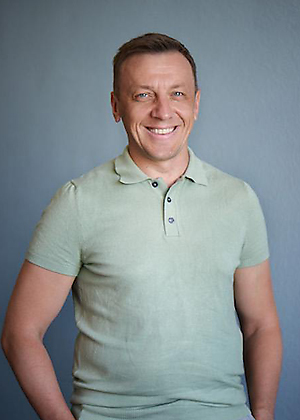
Олександр Сімочов

Олександр Сімочов біля студії Universal

Олександр Геннадійович Сімочов (нар. 12 січня 1979, Брянськ, РСФСР) — український актор театру, продюсер, культурний діяч, засновник мистецьких і освітніх ініціатив, член Спілки театральних діячів України та Української кіноакадемії, заслужений діяч культури України. Працював у державних і незалежних театрах України, є автором низки просвітницьких івентів, учасник телевізійних проєктів, ініціатор створення неприбуткової організації Everlight Films у США. Проживає в місті Едмонс, штат Вашингтон (США).

## Біографія
Народився 12 січня 1979 року в місті Брянськ (тоді — РСФСР, СРСР).

З дитинства захоплювався театром і сценічним мистецтвом.

Після переїзду в Україну здобув професійну освіту в галузі театру.

Випускник Харківського інституту мистецтв за спеціальністю «актор театру ляльок».

## Театральна діяльність
Професійну кар’єру розпочав у Київському муніципальному театрі ляльок, де виконав десятки ролей у класичних і сучасних виставах.
У 2003–2014 роках працював у телевізійному проєкті «Клуб Суперкниги» від CBN (проєкт «Еммануїл»), де виступав переважно як актор. Також гастролював Україною з театралізованими виставами, зокрема в образі Робіка — популярного персонажа шоу.
У 2004–2008 роках гастролював у США з різдвяним мюзиклом «Старий чоботар» у співпраці з міжнародними організаціями Orphan’s Promise та Agape.
Паралельно активно займався театральною педагогікою, працюючи з дітьми й підлітками. Розробив авторську методику «Розважаючи — навчай», яка допомагає акторам і педагогам ефективно працювати з дитячою аудиторією.
Також озвучував персонажів у мультфільмах та брав участь як актор у дошкільній програмі «Життя в долонях».

## Продюсерська та культурна діяльність
У 2010-х роках заснував івент-студію «Компот», яка спеціалізувалась на театралізованих шоу, інтерактивних виставах, святкових подіях і просвітницьких заходах.
У 2020-х роках став продюсером та актором дитячого шоу за мотивами фільму «Готель “Гранд Будапешт”, яке відбулося на НСК «Олімпійський» у Києві.
Після переїзду до США долучився до театрального життя української та американської спільнот. Співпрацював із режисером Олександром Березанем - Nova Studio (штат Вашингтон) та іншими митцями. У 2025 році приєднався до трупи Театру 33 у місті Белв’ю (штат Вашингтон).

## Кінематограф
Олександр Сімочов знявся у понад 25 телевізійних серіалах і фільмах.

Серед найвідоміших:
Серіали:
- 2021 — "Материнське серце"
- 2021 — "Джек і Лондон"
- 2021 — "Клятва лікаря"
- 2021 — "Непрекрасна леді"
- 2021 — "Ігри дітей старшого віку"
- 2020 — "Проти течії"
- 2020 — "Майже вся правда"
- 2020 — "Авантюра"
- 2020 — "Тростинка на вітрі"
- 2020 — "Виходьте без дзвінка-3"
- 2020 — "Коп з минулого"
- 2020 — "Два серця"
- 2019 — "Пошта"
- 2019 — "На твоєму боці 2"
- 2019 — "У неділю рано зілля копала"
- 2018 — "Захоплення"
- 2018 — "Ти моя кохана"
- 2016 — "Чергова лікар"

Фільми:
- 2012 — "Джунглі"
- 2017 — "Інфоголік"
- 2025 — "My face"

У 2021 році переміг у державному конкурсі Держкіно як виконавчий продюсер у категорії міжнародної копродукції з фільмом «Соломен» (режисер — Олександр Березань).

## Everlight Films
У 2025 році заснував неприбуткову організацію Everlight Films у штаті Вашингтон (США). Місія організації — створення короткометражних фільмів художньо-просвітницького та християнського спрямування, спрямованих на духовне збагачення, розвиток моральних цінностей, культурний діалог і позитивні соціальні зміни.
Того ж року організація розпочала роботу над першим проєктом — короткометражним фільмом «On the Edge», створеним за участю американської творчої команди.

## Відзнаки та членство
Член Спілки театральних діячів України
Член Української кіноакадемії

## Особисте життя
Одружений (дружина Катерина Сімочова), батько п’ятьох дітей.
Проживає у місті Едмонс, штат Вашингтон (США). 
Один із синів народився в США й має американське громадянство.